# دومينو (تكساس)
دومينو (بالإنجليزية: Domino, Texas)‏ هي معلم جغرافي تقع في الولايات المتحدة في مقاطعة كاس، تكساس. يقدر عدد سكانها بـ 52 نسمة ومساحتها 0.9 كم2 وترتفع عن سطح البحر 76 متر.